# O-Town
O-Town es una película nigeriana escrita y dirigida por C.J. Obasi. Fue protagonizada por Paul Utomi en el papel de Peace, un hombre que se gana la vida como estafador de poca monta en el pequeño pueblo de Owerri, también conocido por los lugareños como O-Town. La música del filme fue compuesta por los artistas Beatoven y Wache Pollen y la filmación tuvo lugar en la mencionada localidad.
Obasi describió su película como «un filme de suspenso y gángsteres. Es una historia semiautobiográfica porque se basa en algunas de las historias de crímenes que conocí, al crecer en una pequeña ciudad llamada Owerri, en el Estado de Imo. También es mi aventura en el cine de género, donde exploro básicamente mi amor por el séptimo arte».

## Sinopsis
La película está ambientada en una versión ligeramente ficticia de Owerri gobernada por un sádico gángster, El Presidente (Kalu Ikeagwu). La historia se cuenta desde el punto de vista de un cineasta omnipresente y anónimo, y sigue las peripecias de Peace (Paul Utomi), un estafador de poca monta con la ambición de convertirse en el jefe de las calles.

## Reparto

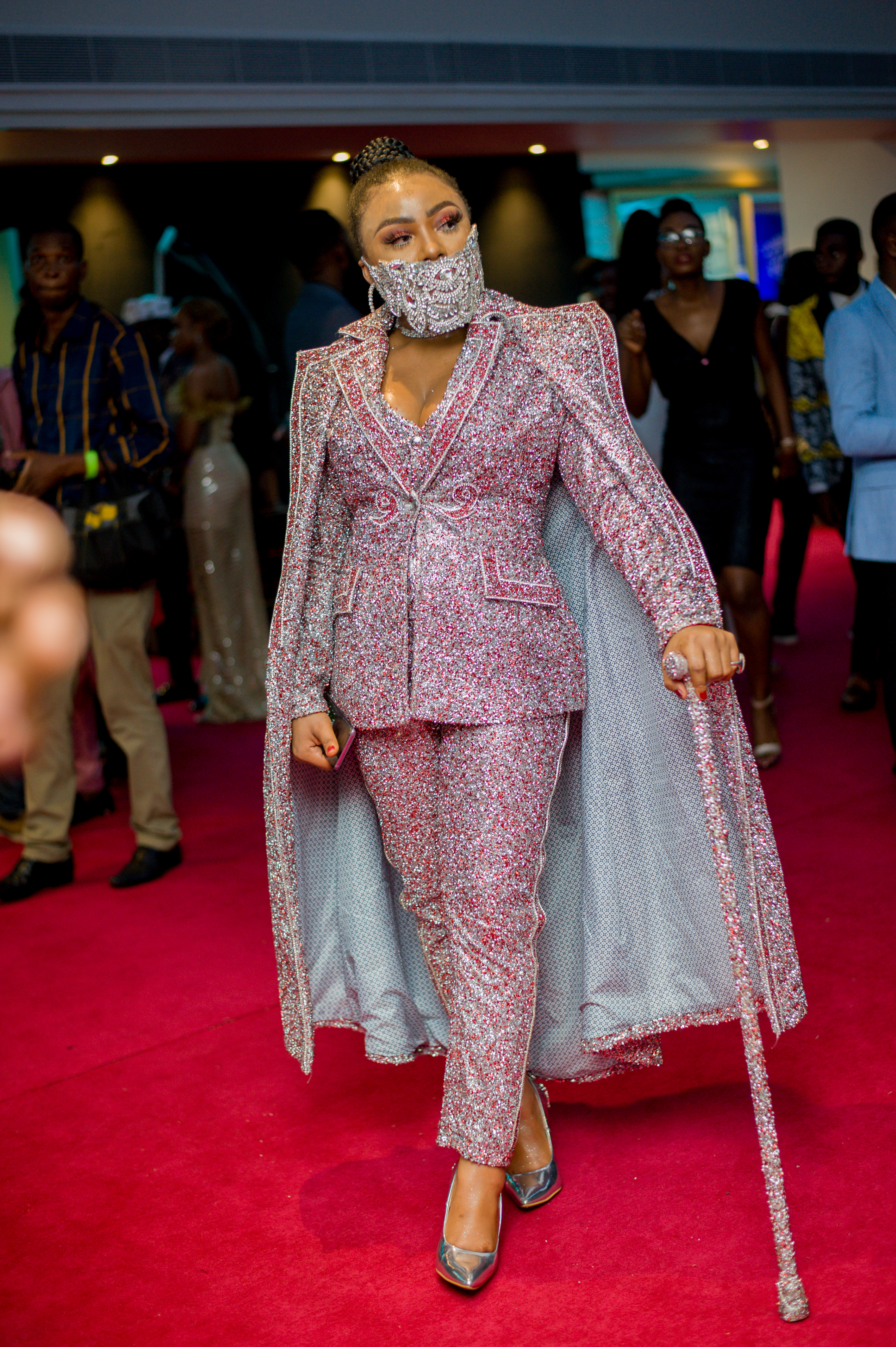
La actriz Ifu Ennada recibió una nominación a los Premios de la Academia del Cine Africano como mejor actriz revelación por su participación en el filme

- Paul Utomi es Peace
- Brutus Richard es Sheriff
- Ifeanyi Delvin Ijeoma es Paami
- Chucks Chyke es el artista
- Ifu Ennada es Amara
- Lucy Ameh es Jenny
- Kalu Ikeagwu es el Presidente
- Olu Alvin es Viper

## Recepción

### Estreno y recepción
La película fue estrenada en la edición de 2015 del Africa International Film Festival, llevado a cabo en la ciudad de Lagos. El crítico nigeriano Oris Aigbokhaevbolo la describió como «exagerada pero brillante». El director artístico del Goteborg Film Festival, Jonas Holmberg, se refirió al filme como un drama al estilo Quentin Tarantino.

### Selección oficial
- Africa International Film Festival (AFRIFF), 2015[6][7]
- Goteborg Film Festival, 2016[8][9][10]

### Premios y reconocimientos
| Año  | Evento                                   | Categoría                       | Receptor   | Resultado | Ref.                 |
| ---- | ---------------------------------------- | ------------------------------- | ---------- | --------- | -------------------- |
| 2016 | Screen Nation Film and Television Awards | Película internacional favorita | O-Town     |           | [ 11 ] [ 12 ] [ 13 ] |
| 2016 | Premios de la Academia del Cine Africano | Actor revelación                | Ifu Ennada |           | [ 14 ] [ 15 ]        |
| 2016 | Premios de la Academia del Cine Africano | Mejor película nigeriana        | O-Town     |           | [ 14 ] [ 15 ]        |
| 2016 | Premios de la Academia del Cine Africano | Mejor banda sonora              | O-Town     |           | [ 16 ] [ 17 ]        |